# Traditionelle Geigenbaukunst in Cremona
Die traditionelle Geigenbaukunst in Cremona (italienisch Saperi e saper fare liutario della tradizione cremonese) ist eine historische Handwerkskunst aus Cremona in Italien, mit der seit dem 16. Jahrhundert Streichinstrumente wie Violinen, Bratschen, Violoncelli und Kontrabässe gefertigt werden. Die Geigenbaukunst von Cremona wurde 2012 in Paris in die UNESCO-Liste des immateriellen Kulturerbes der Menschheit aufgenommen.

## Hintergrund
Streichinstrumente können auf verschiedene Art und Weise hergestellt werden, Cremonas Geigenbauer entwickelten jedoch eine weltweit einzigartige Technik.
Alle Instrumente werden per Hand aus mehr als 70 Holzteilen gefertigt. Um den Klang zu optimieren, benötigt jedes Teil einer Violine eine andere, über eine sehr lange Zeit entwickelte Fertigungstechnik. Aus diesem Grund ist es unmöglich zwei identische Instrumente zu bauen. Jedes Teil des Instrumentes muss aus einem sorgfältig ausgewählten und getrockneten Holz gefertigt werden, sodass die Herstellung nicht beschleunigt werden kann.
Zur Herstellung einer traditionellen Violine aus Cremona ist es nicht erlaubt irgendwelche industriell vorgefertigten Teile zu benutzen; außerdem ist das Lackieren mittels einer Sprühpistole unzulässig. Viele Teile der Musikinstrumente sehen nur wie Verzierung aus, in der Realität haben sie allerdings alle eine Funktion: Sie nehmen Kräfte auf und dienen der besseren Resonanz und/oder der Verhinderung von Rissbildung – dieses sind die beiden Charakteristika dieser Violinen.
Der Bau einer Violine wird komplett von einem einzelnen Geigenbauer betreut – vom Baum bis zum fertigen Instrument. Aus diesem Grund erstellt ein Cremoneser Geigenbauer nur circa drei bis sechs Instrumente pro Jahr.
Das Bauen einer Violine erfordert ein umfangreiches Wissen über die natürlichen Materialien und Techniken, die seit dem 16. Jahrhundert von Generation zu Generation durch Worte, Arbeitsweisen und Gewohnheiten weitergegeben wurden. Der Cremoneser Geigenbau wurde zuerst durch die Amati-Familie bekannt und dann von den Familien Stradivari, Guarneri und Bergonzi weiter perfektioniert.
Die beiden traditionsreichsten Unternehmen sind heutzutage Consorzio Liutai Stradivari und Associazione Liutaria Italiana.

## Gegenwart
Im Gebiet von Cremona gibt es zurzeit (2016) mehr als 140 Geigenbauer, circa 90 Italiener und circa 50 Geigenbauer aus anderen Ländern. Die „Internationale Schule für Geigenbau in Cremona“ (Scuola Internazionale di Liuteria di Cremona) wurde am 12. September 1938 gegründet.
Nach der Anerkennung durch die UNESCO wurde 2013 das neue Museo del violino (Violinen-Museum) im Palazzo dell’Arte in Cremona eröffnet. Das Museum ist mit einem Auditorium ausgestattet, in dem Aufführungen mit alten und neuen Instrumenten aus Cremona stattfinden. 2018 ging Cremona eine Städtepartnerschaft mit Füssen ein, das als Wiege des Lauten- und Geigenbaus in Europa gilt.

## Galerie

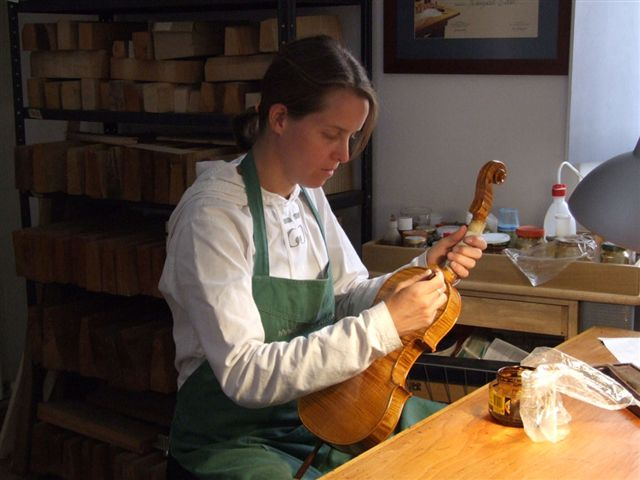
Lackieren einer Violine
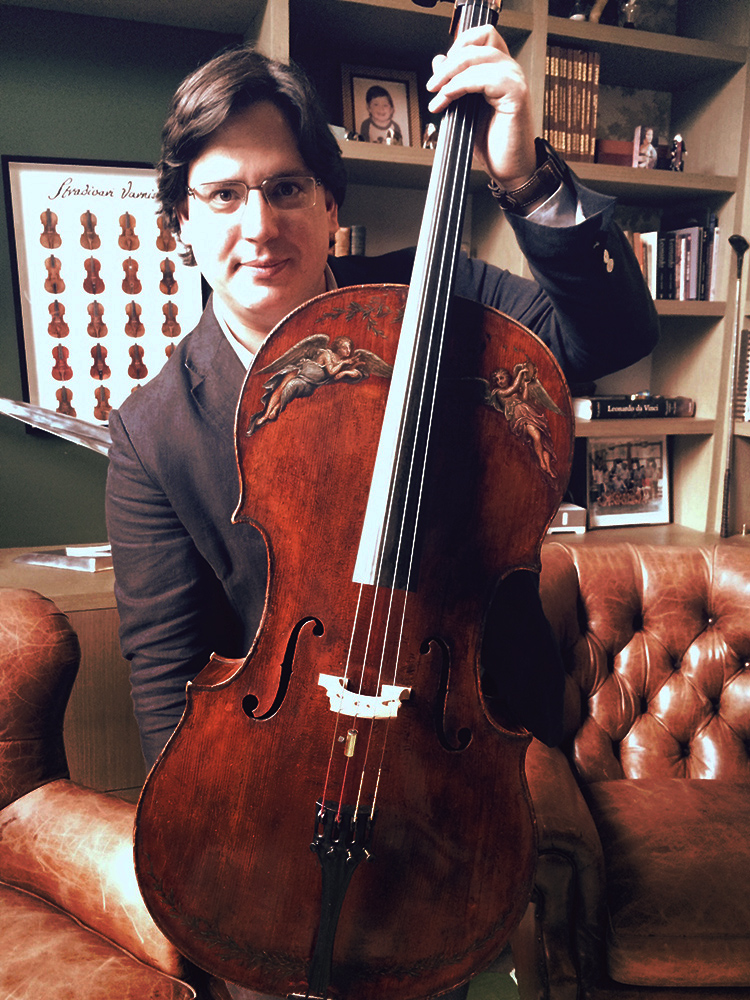
Violoncello von Stradivari
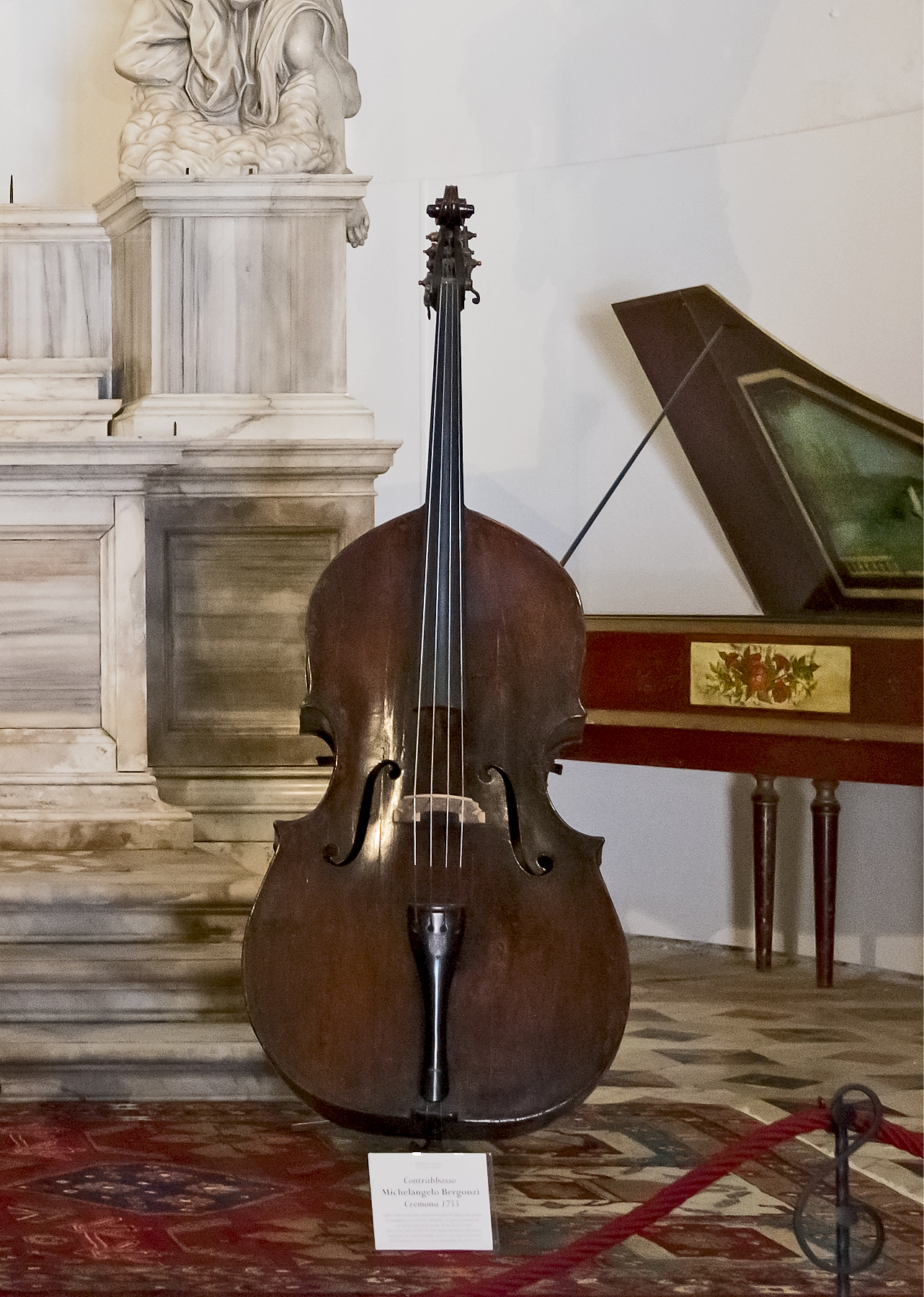
Carlo Bergonzi zugeschriebener Kontrabass
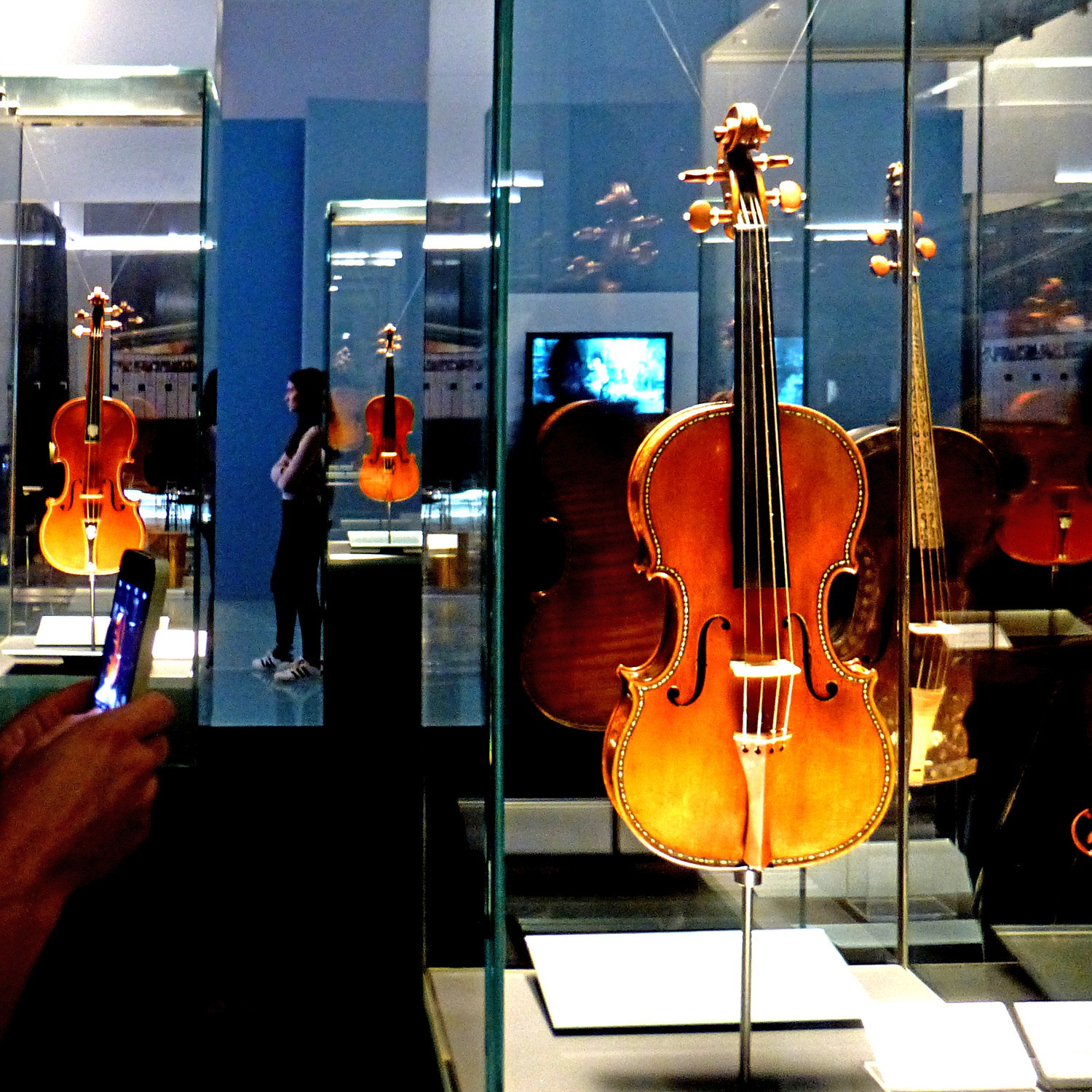
Violinen-Museum, Inneres
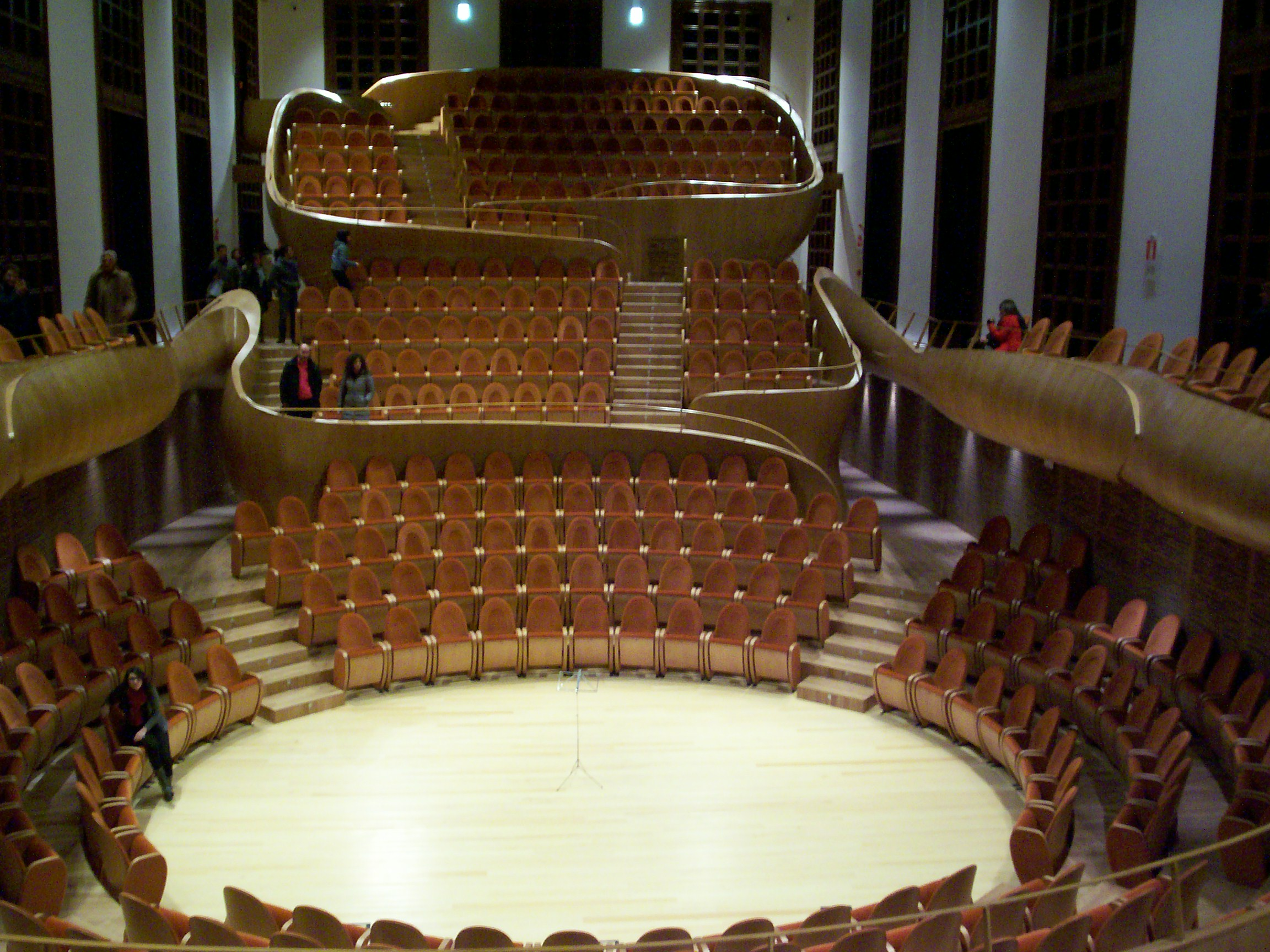
Auditorium des Violinen-Museums